# Cesare Lodeserto
Cesare Lodeserto (Lecce, 23 agosto 1960) è un presbitero italiano.

## Biografia
Ordinato sacerdote per l'arcidiocesi di Lecce il 18 settembre 1985, pochi giorni prima, il 12 settembre, Cesare Lodeserto fu scelto dall'arcivescovo di Lecce Cosmo Francesco Ruppi come suo segretario particolare e mantenne l'incarico sino al 2000. Successivamente venne nominato canonico del capitolo metropolitano.
È noto principalmente per essere stato direttore Centro di permanenza temporanea (CPT) "Regina Pacis" di San Foca di Melendugno, gestito dalla curia leccese.
Dopo che il documentario Mare nostrum di Stefano Mencherini, nell'ambito di una critica alla legge Bossi-Fini in materia di immigrazione, portò all'attenzione pubblica alcuni episodi di violenza avvenuti nell'ambito del centro, Lodeserto è stato coinvolto in numerose inchieste giudiziarie coordinate dalla procura della Repubblica di Lecce. Nonostante le inchieste, il 25 marzo 2003 la prefettura riassegnò la gestione del CPT alla Fondazione Regina Pacis, che la mantenne sino alla dismissione nel 2006.

## Procedimenti giudiziari
Il sacerdote è stato coinvolto in diversi procedimenti giudiziari: in due occasioni è stato assolto con la motivazione che "il fatto non sussiste", in una ha beneficiato della parziale prescrizione, in un caso è stato condannato in appello a cinque anni e quattro mesi di reclusione ed è in attesa di due appelli per due condanne.
Il 25 maggio 2005 è stato condannato in primo grado a 8 mesi di reclusione per simulazione di reato. Nel 2001 aveva infatti inviato al proprio telefono cellulare - o qualcuno lo fece per lui - un sms contenente minacce di morte con l'intento di evitare la revoca della scorta personale alla quale era sottoposto. Dopo la conferma della condanna in appello, nel 2009 la Corte di Cassazione ha emesso sentenza di assoluzione la formula "il fatto non sussiste", sulla base del fatto che «non è stata presentata querela».
Il 22 luglio 2005 Lodeserto è stato condannato a un anno e quattro mesi per violenza privata e lesioni aggravate nei confronti dei 17 immigrati di origine maghrebina che il 22 novembre 2002 avevano tentato la fuga dal CPT di San Foca a Lecce. A pagina 27 della sentenza si legge: "È emerso chiaramente che, oltre ad aver tenuto condotte illecite direttamente rivolte ai magrebini, Lodeserto abbia assistito alle violenze perpetrate dai suoi sottoposti. Egli non le ha impedite, non le ha inibite e non le ha denunciate poiché non solo le approvava, ma le aveva autonomamente poste in essere, costituendo un esempio negativo per i suoi stessi collaboratori i quali erano, pertanto, implicitamente autorizzati a compiere atti lesivi".
Nel 2005 è stato arrestato con l'accusa di sequestro di persona e di abuso dei mezzi di correzione. Nell'ambito di questa inchiesta, il 26 settembre 2007 è stato condannato con rito abbreviato a 5 anni e 4 mesi e all'interdizione perpetua dai pubblici uffici per sequestro di persona, estorsione e calunnia ai danni degli ospiti del CPT. Il sacerdote, comunque, non ha scontato la pena, poiché a dicembre dello stesso anno l'arcivescovo di Lecce monsignor Ruppi lo ha inviato in missione fidei donum in Moldavia. La condanna in appello è stata confermata il 4 luglio 2012.
Nel luglio 2009 è stato condannato dalla Corte dei Conti a rimborsare allo Stato la somma di 133651 € per «maggiori prestazioni a favore degli immigrati rispetto a quelle effettivamente rese». È in attesa di appello.
Il 14 dicembre 2010 è stato condannato in primo grado con abbreviato a un anno e quattro mesi di reclusione per truffa aggravata ai danni dello Stato, per aver percepito 230.000 euro destinati all'aiuto di donne scampate alla prostituzione, senza aver mai svolto le attività per cui i fondi erano stati stanziati. Reato in parte prescritto. Assolto per il peculato, in quanto il fatto non sussiste. È in corso il processo di appello sia per l'accusa di truffa che per quella di peculato.
L'8 ottobre 2013 è stato assolto dalla Corte di Cassazione dall'accusa di peculato, "per aver sottratto, tra il 1998 e il 2000, oltre 2 miliardi di lire che erano destinati al centro di accoglienza Regina Pacis di San Foca“. Per tale accusa era stato assolto in primo grado, nel 2006, e condannato in appello a 4 anni di reclusione nel 2011. Il centro Regina Pacis era stato destinatario in quegli anni di più di 9 miliardi di lire versati dallo Stato, dal Consiglio italiano dei rifugiati, dalla Conferenza episcopale, la Provincia di Lecce, il Comune di Melendugno e altri enti ancora.
Il 18 luglio 2014 viene condannato dalla Cassazione a 5 anni e 4 mesi di reclusione per sequestro di persona e minacce nei confronti di donne moldave.

## Attività all'estero
Residente dalla fine del 2007 in Moldavia, inviato in missione fidei donum dall'arcivescovo Ruppi, vi ha aperto una fondazione, intitolata Regina Pacis come quella leccese. La fondazione opera anche in Ucraina, in Romania e in Transnistria.
Subito dopo l'apertura dell'ambasciata italiana a Chișinău, l'allora  ambasciatore gli aveva  messo a disposizione un ufficio presso il consolato italiano, dove gestistiva e dava consigli sul rilascio dei visti.cosa che al momento non mai gestisce e non ha nessun tipo di legame con la nostra rappresentanza diplomatica in Moldavia.
Nel 2011, il senatore Vincenzo Vita e il deputato Giuseppe Giulietti hanno presentato due distinte interrogazioni parlamentari per chiedere chiarimenti sui ruoli di responsabilità ricoperti da Lodeserto nonostante le condanne. Nella risposta del governo, affidata al sottosegretario Alfredo Mantica, emerge che don Cesare Lodeserto ha ottenuto la cittadinanza moldava ed è inoltre stato nominato vicario della diocesi di Chișinău.